# 황후
황후(皇后)는 황제의 정실 부인으로, 궁정에서 태황태후와 황태후 다음으로 높은 자리를 차지한다. 또는 황후를 정궁(正宮)이라 부르기도 한다. 한국을 비롯한 전세계의 제국들에는 수많은 황후가 존재하였다. 일본의 군주는 천황(황제)이기 때문에, 현재까지도 황후가 존재한다.

## 황후와 황비
황후는 황제의 후(后)로서, 후(后)는 군주의 부인을 가리키는 말이다. 간단히 정실(正室)이라고도 한다. 그런데 동양에서는 황제국만이 군주의 정실 부인을 후(后)라고 부를 수 있었다. 예외가 있다면, 황제의 어머니인 태후(太后)였고, 유명한 인물로는 서태후가 있다. 
한편 후(后)보다 한단계 낮은 등급이 비(妃)이다. 황비(妃)는 황제의 정실이 아닌 경우이며, 소실(小室) 또는 부실(副室)로도 불린다.
황후가 여럿이면, 다수의 황후 중 첫번째 황후를 정실황후, 정궁황후 또는 제1 황후라 부르며, 그 외 황후를 제2 황후, 제3 황후 등과 같이 순번으로 나타내기도 하며, 원나라에서 쓰이던 일부다처제 방식이다. 그러나 일반적으로 황후는 한 사람만 두었다. 여러 이유로 황후가 일찍 죽거나 자격을 상실하면 새로이 황후를 세우기도 하는데, 이 때의 황후도 정실이기는 하지만, ‘정실’이라 부르기보다 후실(後室) 또는 계실(繼室)로 부른다.

## 유명한 황후

### 한국
- 신의고황후 - 조선 태조의 정후. 죽은 뒤 왕후, 황후로 추존되었다.
- 신덕고황후 - 조선 태조의 계후. 생전에는 조선 최초의 왕비, 왕후였고, 죽은 뒤 황후로 추존됐다.
- 명성태황후 - 고종의 황후. 생전에는 왕비, 왕후였고, 고종이 황제로 등극하면서 황후로 정식 책봉하고, 대례의궤에 따르면 황후로 추존 또는 추증 또는 추승을 절대로 하지 않았다.
- 순명효황후 - 순종의 정후. 생전에는 황태자비였고, 죽은 뒤 황후로 추증되었다.
- 순정효황후 - 순종의 계후. 생전에 황후였던 유일한 인물이자, 대한제국의 마지막 황후.

### 일본
- 진구 황후 - 주아이 천황의 정실.
- 미치코 상황후 - 아키히토 천황의 정실.

### 중국
- 고황후 여씨 - 한 고조의 정후.
- 문헌황후 독고씨 - 수 문제의 정후.
- 문덕황후 장손씨 - 당 태종의 정후.
- 측천무후 - 당 고종의 계후.
- 황후 위씨 - 당 중종의 계후.
- 보현숙성황후 기씨 - 원 혜종의 2황후. 1황후였던 백안홀도 황후가 죽자 제 1황후가 되었다.
- 효자고황후 마씨 - 명 태조(홍무제)의 정후.
- 효장문황후 박이제길특씨 - 청 태종(숭덕제)의 후궁 아들이었던 순치제의 등극으로 황후로 추존되었다.
- 효흠현황후 엽혁나랍씨 - 청 문종(함풍제)의 후궁. 생전에 황후는 아니었고, 죽은 뒤 추증되었다.